# مؤسسه تحقیقات سرطان اطفال گریهی
موسسه تحقیقات سرطان اطفال گریهی (به انگلیسی: Greehey Children's Cancer Research Institute) یا اختصاراً CCRI یک مرکز پژوهشی سرطان اطفال در ایالات متحده آمریکا است. این مرکز متعلق به مرکز علوم درمانی دانشگاه تگزاس در سن آنتونیو است.
CCRI توسط مبلغ ۲۰۰ میلیون دلار، که بزرگترین مبلغ اهدا شده در تاریخ برای یک مرکز سرطان‌شناسی است در سال ۱۹۹۹ بنا گردید.

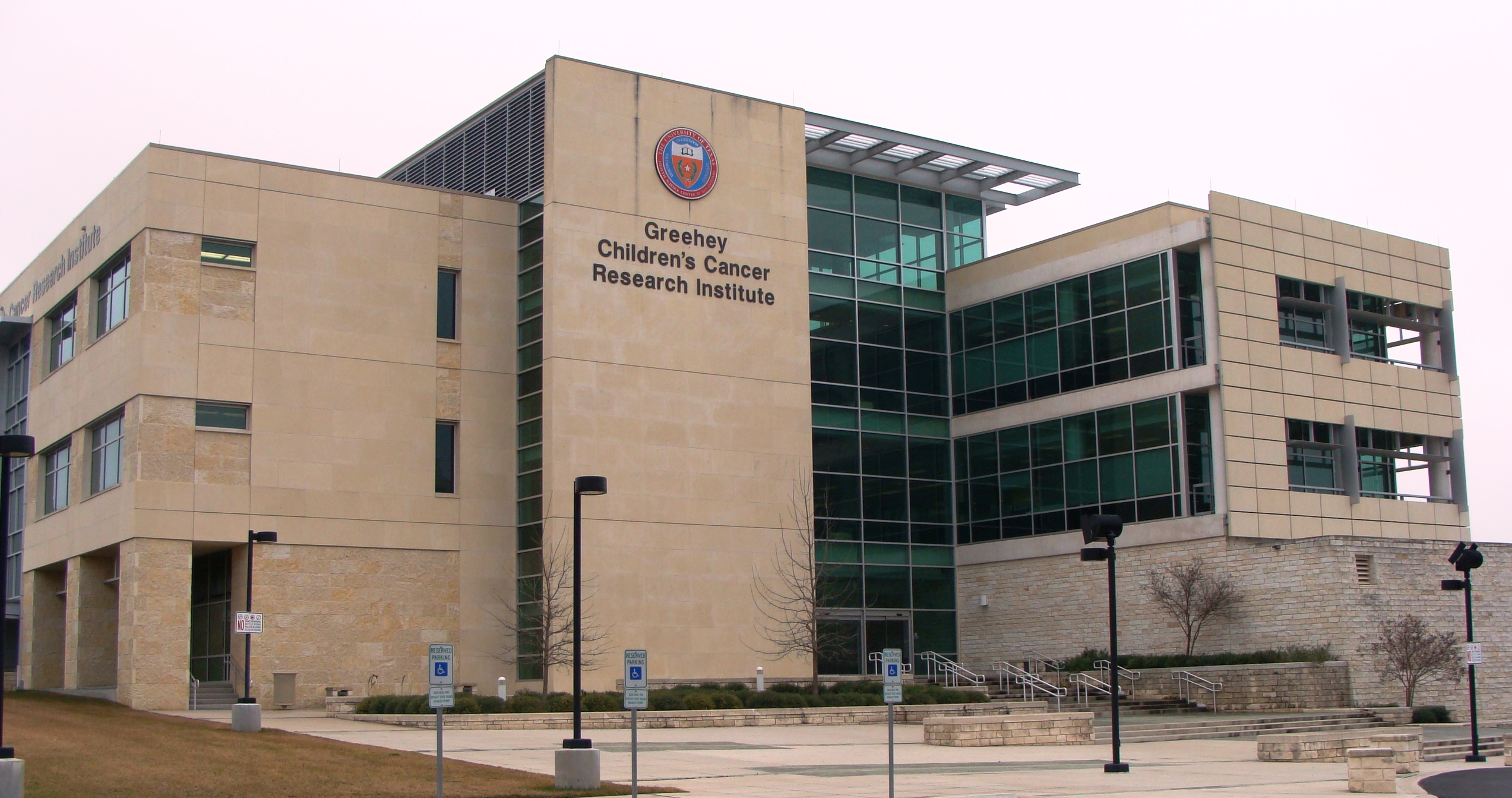
CCRI در سن آنتونیو تگزاس قرار دارد.